# 요노즈촌 (오이타현)
요노즈촌(米水津村)은 오이타현의 남동부에 있던 촌이다. 
2005년 3월 3일에 사에키시과 미나미아마베군 5정 3촌이 합병해 새롭게 사이키시가 되었다. 

## 역사
- 1889년 4월 1일 - 정촌제 시행에 수반해 미나미아마베군 요노즈촌이 성립하였다.
- 2005년 3월 3일 - 사에키시과 미나미아마베군 5정 3촌이 합병해 새롭게 사이키시가 탄생하였다.